# ماندیالازا
ماندیالازا (به لاتین: Mandialaza) یک منطقهٔ مسکونی در ماداگاسکار است که در مورامانگا واقع شده‌است. ماندیالازا ۱۵٬۸۳۵ نفر جمعیت دارد و ۹۰۰ متر بالاتر از سطح دریا واقع شده‌است.